# Bombs Away (album)
Bombs Away è il primo album in studio del gruppo musicale australiano Sheppard, pubblicato l'11 luglio 2014.

## Tracce
1. Geronimo – 3:38
2. Something's Missing – 2:51
3. Let Me Down Easy – 3:47
4. These People – 3:20
5. A Grade Playa – 3:38
6. Smile – 3:50
7. The Best Is Yet To Come – 4:07
8. This Electric Feeling – 4:02
9. Find Someone – 3:08
10. Lingering – 3:52
11. Halfway To Hell – 4:41